# Blandine Ebinger
Blandine Ebinger, pierwsze nazwisko Loeser (ur. 4 listopada 1899 w Berlinie, zm. 25 grudnia 1993 tamże) – niemiecka aktorka filmowa i teatralna oraz wokalistka.

## Życiorys
Córka pianisty Gustafa Loesera i aktorki Margarete Wezel. Pierwotnie nazywała się Blandine Loeser, nosząc nazwisko ojca, ale po adopcji przez neurologa Ernsta Ebingera otrzymała jego nazwisko. Karierę aktorską rozpoczęła jako ośmiolatka na scenie teatru w Lipsku. Od 1913 występowała w różnych berlińskich teatrach. W 1916 została zaangażowana do niemego filmu Danny’ego Kadena „Pawilon X cytadeli” (premiera w styczniu 1917), w którym zadebiutowała na ekranie. Grała w kolejnych filmach i w teatrze, ale zajmowała się także śpiewem i już przed 1920 była jedną z gwiazd berlińskiej piosenki kabaretowej. Od 1928 należała do zespołu Deutsches Theater, gdzie grała role klasyczne. Wyemigrowała do USA w 1937. Po drugiej wojnie światowej wróciła do Berlina, znów pracowała w teatrze i filmie. Po utworzeniu dwóch państw niemieckich początkowo wystąpiła w kilku filmach wschodnioniemieckich, następnie grała w produkcjach zachodnioniemieckich. Od połowy lat pięćdziesiątych pracowała również dla telewizji.

## Wybrana filmografia
- 1917: Pawilon X cytadeli (Der Zehnte Pavillon der Zitadelle), film niemy, reż. Danny Kaden
- 1919: Chłopiec w niebieskim (Der Knabe in Blau), film niemy, reż. Friedrich Wilhelm Murnau
- 1923: Tajemnica zakładu fryzjerskiego (Mysterien eines Frisiersalons), film niemy, reż. Erich Engel, Bertolt Brecht, Karl Valentin
- 1927: Głowa do góry, Charly! (Kopf hoch, Charly!), film niemy, reż. Willi Wolff
- 1932: Piękna przygoda (Das schöne Abenteuer), reż. Reinhold Schünzel
- 1935: Szept miłości (Es flüstert die Liebe), reż. Géza von Bolváry
- 1948: Sprawa Bluma (Affaire Blum), reż. Erich Engel
- 1950: A po sobocie jest niedziela (Saure Wochen – frohe Feste), film prod. NRD, reż. Wolfgang Schleif
- 1951: Topór z Wandsbek (Das Beil von Wandsbek), film prod. NRD, reż. Falk Harnack
- 1951: Poddany (Der Untertan), film prod. NRD, reż. Wolfgang Staudte
- 1955: Upadek doktora Sorge (Verrat an Deutschland), film prod. RFN, reż. Veit Harlan
- 1958: Dziewczęta w mundurkach (Mädchen in Uniform), film prod. RFN / Francja, reż. Géza von Radványi
- 1960: Ostatni świadek (Der letzte Zeuge), film prod. RFN, reż. Wolfgang Staudte
- 1967: O skórę szpiega (Peau d'espion), film prod. RFN / Francja / Włochy, reż. Édouard Molinaro